# Wilhelm Gnapheus
Wilhelm Gnapheus, właśc. Wilhelm de Volder (ur. ok. 1493 w Hadze, zm. 29 września 1568 w Norden), holenderski działacz reformacji, humanista, współtwórca i rektor Gimnazjum w Elblągu, wykładowca królewieckiej Albertyny.
Kształcił się początkowo w jednej ze szkół zakonnych w Hadze (s’Gravenhage), potem studiował na uniwersytecie w Kolonii (w latach 1511–1512 i prawdopodobnie 1515-1516), uzyskując stopnie bakałarza i magistra filozofii; przypuszczalnie studiował też teologię. U schyłku studiów lub już po ich zakończeniu przyjął święcenia kapłańskie. Powrócił następnie do Hagi, gdzie w 1520 został rektorem szkoły łacińskiej (gimnazjum).
Dołączywszy do grona zwolenników reformacji, Gnapheus naraził się władzom krytyką zbytniego przywiązywania znaczenia do ceremonii kościelnych i w 1523 trafił do więzienia. Zwolniony został po interwencji namiestniczki Niderlandów księżnej Małgorzaty po trzech miesiącach. W więzieniu poznał wybitnego prawnika Corneliusa Hoena, od którego przyjął poglądy bliskie zwinglianizmowi; uznał m.in., że sakrament Eucharystii ma wymiar jedynie symboliczny i nie odnosi się do rzeczywistej obecności Chrystusa. W 1525 Gnapheus ponownie został uwięziony, po opublikowaniu ulotki krytykującej życie zakonne. Więziony był w jednej celi z Janem Pistoriusem, zwolennikiem reformacji, we wrześniu 1525 spalonym na stosie; Gnapheus potraktowany został dużo łagodniej, skazany jedynie na trzy miesiące aresztu w jednym z klasztorów. Napisał w tym czasie dialog odnoszący się prześladowania protestantów w Holandii Een troost ende spiegel der siecken a. Tobias ende Lazarus, który okazał się jego jedyną pracą w ojczystym języku. Przygotował też biografię Pistoriusa, pierwszego protestanckiego męczennika na ziemi holenderskiej, wstrzymując się jednak z publikacją aż do 1546.
Po ponownym zwolnieniu z więzienia Gnapheus powrócił do pracy pedagogicznej, ale w obawie przed dalszymi prześladowaniami zrezygnował z kierowania szkołą w 1528 i przez pewien czas ukrywał się (publikując w tym okresie cenioną komedię szkolną Acolastus o synu marnotrawnym); wreszcie latem 1531, wraz z większą grupą holenderskich protestantów, przyjął zaproszenie księcia pruskiego Albrechta i osiadł w Elblągu. Przyjazd Gnapheusa i towarzyszy spotkał się z protestami biskupa warmińskiego Maurycego Ferbera, który przewidywał rychłe pozyskanie dla sprawy reformacji Rady Miejskiej Elbląga i samych elblążan, co rzeczywiście nastąpiło.
Gnapheus obok aktywności duszpasterskiej prowadził działalność pedagogiczną, udzielając lekcji synom zamożnych mieszczan, za jego też sprawą Rada Miejska postanowiła stworzyć humanistyczną uczelnię w duchu protestantyzmu. Do uroczystego otwarcia placówki, nazwanej Gimnazjum Akademickim w Elblągu, doszło 29 września 1535, a Gnapheus objął funkcję rektora Gimnazjum. Szkoła kształciła w dziedzinie filozofii i łaciny oraz początków greki, medycyny, prawa i teologii, zyskując uznanie także poza Prusami, głównie dzięki działaniom rektora. W ramach promocji szkoły wystawiał on swoje sztuki teatralne, prezentując je szerszej publiczności w Elblągu i dbając o obecność notabli, m.in. księcia Albrechta i biskupa chełmińskiego Jana Dantyszka. We wrześniu 1536 Gnapheus wystawił sztukę Acolastus na Sejmiku Generalnym w Elblągu. Latem 1540 zorganizował na ulicach i rynku elbląskim przedstawienie plenerowe Triumphus eloquentiae, traktujące o zejściu muz z Olimpu do Elbląga. Rok później w Gdańsku wydał zbiór poezji uczniów Gimnazjum Elbląskiego Prima Aelbingensis..., poprzedzony wstępem własnego autorstwa.
W okresie pobytu w Elblągu Gnapheus opracował ponadto rozprawę o teorii pisania utworów scenicznych De tragedia et comedia..., która pozostała jednak w rękopisie. W 1541 opublikował natomiast w Gdańsku sztukę Morosophus; sztuka, dedykowana księciu Albrechtowi i wystawiana rok wcześniej w Elblągu, była satyrą na astrologa i zdaniem wielu badaczy zawierała aluzje ośmieszające Kopernika i jego teorię heliocentryczną (T. Oracki, Słownik biograficzny Warmii, Prus Książęcych i Ziemi Malborskiej). M. Pawlak (Zasłużeni ludzie dawnego Elbląga) zwraca jednak uwagę, że Kopernik mógł się narazić władzom Elbląga nie tyle poglądami astronomicznymi, co ekonomicznymi, jako że postulował zamknięcie mennic w dużych miastach Prus Królewskich. Pawlak, powołując się na badania Juliana Lewańskiego i Józefa Lassoty, odrzuca tezę o wymierzeniu Morosophusa w osobę Kopernika, a dodatkowym potwierdzeniem jego poglądu ma być fakt przesłania egzemplarza sztuki z dedykacją autora uczniowi Kopernika, Jerzemu Retykowi.
Stosunki Gnapheusa z biskupem Dantyszkiem uległy pogorszeniu po przejściu tego ostatniego na stolicę warmińską. Utraciwszy złudzenia co do możliwości przekonania elbląskiego rektora do powrotu do wiary katolickiej, Dantyszek podjął starania o usunięcie go ze swojej diecezji. W odpowiedzi o prawo pobytu w Elblągu Gnapheusa zabiegały u króla Zygmunta I władze miejskie Gdańska i samego Elbląga, argumentując m.in. „długo tęsknili mieszkańcy tej ziemi za takim nauczycielem”; starania te okazały się jednak nieskuteczne i w 1541 Gnapheus, wraz z założoną rodziną (żoną i dwojgiem dzieci), wyjechał na dwór Albrechta Hohenzollerna do Królewca. Powierzono mu tam funkcję radcy dworu do spraw osadnictwa holenderskiego, ogłaszał też w Królewcu drukiem swoje dzieła sceniczne. Utworzenie Albertyny umożliwiło Gnapheusowi powrót do aktywnej pracy pedagogicznej. W 1544 stanął na czele szkoły przygotowawczej do studiów uniwersyteckich („Pedagogium”). Trzy lata później podjął starania o uzyskanie katedry teologii; na przeszkodzie w jej objęciu stanęły braki formalne (nie był doktorem teologii) oraz spór z konkurentem Fryderykiem Staphylusem, który wykazał sprzeczności w poglądach Gnapheusa z nauką Lutra. Oskarżony o sprzyjanie zwinglianizmowi, Gnapheus został aresztowany i ekskomunikowany, a następnie wydalony z Prus Książęcych. Kilka lat później w rozprawce Antilogia (1550) opisał spór ze Staphylusem i popierającym go Melchiorem Isindrem, skarżąc się, że od współwyznawców spotkały go prześladowania „sroższe niż te, których doznał w Holandii ze strony papieżników”.
Po wydaleniu z Prus Gnapheus udał się pod protekcję Jana Łaskiego, którego poznał w Królewcu i z którym korespondował. Łaski umożliwił mu wyjazd do księstwa Fryzji Wschodniej, gdzie Gnapheusa życzliwie przyjęła księżna Anna, powierzając mu wychowanie swoich synów, a później misje dyplomatyczne w Anglii i Szwecji. U schyłku życia Gnapheus pełnił we Fryzji urząd rentmistrza. Uważał swój pobyt we Fryzji za pomyślny, czemu wyraz dał w poemacie Encomium Aembdanae civitatis (1553), zawierającym też podziękowania dla Jana Łaskiego. W tej sytuacji nie zdecydował się w 1554 na przyjęcie katedry teologii na Albertynie, którą zaproponowano mu po przejściu Staphylusa na katolicyzm, wybierając stały pobyt we Fryzji do końca życia. Odbył natomiast podróż do Królewca i osobiście odebrał akt rehabilitacyjny z rąk księcia Albrechta i senatu uniwersyteckiego.
Do grona jego uczniów, których sam w rozprawie Antilogia określił mianem „najuczeńszych w Sarmacji młodzieńców, którzy dzięki jego rzetelnej nauce będą mogli wielkie oddać usługi swej ojczyźnie i przyjaciołom i być ich ozdobą”, należeli m.in. Mikołaj Firlej (późniejszy wojewoda lubelski), Michał Friedwald (instygator królewski), Jerzy Kleefeld (burmistrz Gdańska), Jan von Lohe (burmistrz Królewca), Aleksander Suchten (lekarz królewski i poeta). Gnapheus zmarł w 1568 w Norden.